# Mariotto Segni
Mariotto Segni, detto Mario (Sassari, 16 maggio 1939), è un politico e giurista italiano.

## Biografia
Sposato con Victoria Pons, ha tre figlie.

### Studi e carriera accademica
Figlio del presidente della Repubblica Antonio Segni e di Laura Carta Caprino, dopo la laurea in giurisprudenza presso l'Università degli Studi di Sassari si trasferì a Padova. Allievo e assistente del civilista Luigi Carraro, nel 1975 vinse il concorso per professore ordinario. Da allora e fino al collocamento a riposo nel 2011 è stato titolare della cattedra di diritto civile della facoltà di giurisprudenza dell'Università di Sassari.

### Carriera politica

#### Parlamentare della DC
Come suo padre Antonio, Mario cominciò a svolgere la sua attività politica nella Democrazia Cristiana. Fu dapprima consigliere regionale, poi deputato nazionale (la prima volta nel 1976) ed europeo. In quell'elezione raccolse 85 736 preferenze, risultando il democristiano più votato nella circoscrizione Cagliari-Sassari-Nuoro-Oristano dopo Francesco Cossiga (primo con 174 209 voti).
Alla fine del 1977, insieme a Bartolo Ciccardini, Roberto Mazzotta, Giuseppe Zamberletti e Luigi Rossi di Montelera, elaborò un documento, sottoscritto da un centinaio di parlamentari democristiani (gruppo dei «cento», ostile al compromesso storico), in cui si chiedeva una linea politica diversa da quella del segretario Benigno Zaccagnini, che chiudesse nettamente al PCI. Tra i «cento» figurava un solo nome di spicco, quello di Oscar Luigi Scalfaro.
Segni e gli altri diedero vita ad una corrente chiamata "Proposta", che voleva «garantire ai suoi aderenti di essere rappresentati negli organi del partito e nel governo», ma che in realtà si sciolse dopo poco tempo. Ricoprì l'incarico di sottosegretario all'agricoltura nel secondo governo Craxi e nel sesto governo Fanfani. Fu anche presidente del Comitato di controllo per i Servizi di informazione e sicurezza e per il segreto di Stato dal 1987 al 1991.

#### Referendum elettorale del 1991
A gennaio 1988 Segni lanciò il "Manifesto dei 31", con il quale si chiedeva l'introduzione di una legge elettorale uninominale a doppio turno ispirata al modello francese e annunciò che dal Manifesto sarebbe nato un nuovo movimento di opinione. Il 22 aprile nacque a Roma il "Movimento per la Riforma Elettorale".
Nel 1990 partì la richiesta di referendum e la raccolta di 600 000 firme, ma la Cassazione ammise il solo quesito sulla riduzione dei voti di preferenza, da tre a uno, nelle elezioni per la Camera dei deputati. Il referendum elettorale, svoltosi il 9 giugno 1991, ottenne quasi il 96% dei consensi.

#### Abbandono della DC e l'esperienza di Alleanza Democratica
Il 31 luglio 1992 Segni fondò, sull'onda del successo del referendum abrogativo del 1991, il movimento Alleanza Democratica, per promuovere i referendum per la modifica della legge elettorale da proporzionale in maggioritaria e provocare un rinnovamento radicale nel sistema politico italiano (iniziando la «diaspora democristiana»).
Il 23 marzo del 1993 abbandonò la DC, colpita dall'inchiesta Mani pulite. Grazie al sostegno di numerosissimi esponenti della società civile, la consultazione referendaria che si tenne il 18 ed il 19 aprile successivi superò il quorum e si concluse con la vittoria del «sì».
In breve tempo Mario Segni divenne uno dei leader politici più amati ed apprezzati dall'elettorato italiano, tanto che alcuni giornalisti lo definirono «l'uomo che aveva l'Italia in mano» e Silvio Berlusconi gli propose di candidarsi come premier del centro-destra: il docente sardo, tuttavia, decise di rifiutare l'offerta.

#### Fondazione del Patto Segni
Dopo aver rotto l'alleanza con le sinistre, nel novembre 1993 fondò, separandosi da AD, un nuovo movimento politico, il Patto Segni, con il quale presentò liste insieme al neo Partito Popolare. Eletto deputato alle elezioni politiche del 1994, ma solo con il recupero proporzionale (fu sconfitto nel collegio uninominale della sua stessa città, Sassari), alla Camera guidò il suo movimento verso una linea di opposizione al primo governo Berlusconi. Dal giugno 1994 al settembre 1995 fu parlamentare europeo, aderendo al gruppo del Partito Popolare Europeo.
Manifestò un iniziale interesse al progetto dell'Ulivo di Romano Prodi, ma ne criticò l'eccessivo sbilanciamento a sinistra. 
Nel 1996, in occasione delle elezioni politiche, annunciò il suo ritiro dall'attività parlamentare italiana e tornò all'insegnamento universitario: ciò che rimaneva del suo partito si federò a Rinnovamento Italiano, alleato col centro-sinistra.

#### Referendum del 1999 e le elezioni europee con l'elefantino
Rientrò sulla scena politica nel 1999, anno in cui propose un nuovo referendum al fine di abolire quella quota proporzionale che esisteva nel sistema elettorale (il 25%): vinsero i «sì», ma per 150 000 voti il quorum non fu raggiunto. Ci riprovò l'anno successivo, ma anche stavolta non si recò alle urne più del 50% degli aventi diritto.
Alle elezioni europee del 1999 fuse quel che rimaneva del suo partito con Alleanza Nazionale, presentando la lista Alleanza Nazionale - Patto Segni sotto il simbolo dell'elefantino (richiamandosi al Partito Repubblicano americano), nonostante nel 1994 si fosse rifiutato di guidare la nascente coalizione del centro-destra proprio per la presenza di Alleanza Nazionale che, disse, sbilanciava a destra lo schieramento. Il pessimo risultato conseguito in quelle consultazioni (10% delle preferenze) portò alla successiva (e definitiva) divisione tra AN e il Patto. Mario Segni fu il solo eletto del suo movimento come deputato europeo e nel Parlamento di Strasburgo restò fino al 2004, occupandosi soprattutto degli affari costituzionali e dei rapporti tra l'Unione europea e il Messico.

#### Referendum costituzionale del 2006
Mario Segni ha sempre avversato gli eccessi del berlusconismo, ma non ha mai voluto accettare avances neppure da L'Ulivo. È ancora impegnato per promuovere un ritorno al sistema elettorale maggioritario, nato dal referendum da lui stesso promosso. In occasione del referendum costituzionale del 2006 Segni si schierò per il «no», contro la riforma voluta dal centro-destra.

#### Battaglia per l'abolizione del «Porcellum»
Nei primi mesi del 2007 divenne coordinatore del Comitato promotore dei referendum elettorali promossi insieme al giurista Giovanni Guzzetta: l'obiettivo era l'abolizione della legge elettorale vigente per l'elezione di Camera e Senato, detta «Porcellum». Il 24 luglio dello stesso anno consegnò in Cassazione oltre 800 000 firme per la presentazione dei referendum elettorali, che si svolsero poi il 21 e 22 giugno 2009, senza tuttavia che il quorum venisse raggiunto. Alla fine del 2013 la Corte costituzionale dichiarò incostituzionali le parti della legge elettorale Calderoli su premio di maggioranza e liste bloccate.

## Opere
- Mario Segni, La rivoluzione interrotta, Rizzoli, 1994, ISBN 9788817843942
- Mario Segni, Niente di personale. Solo cambiare l'Italia, Rubbettino, 2010, ISBN 978-8849825947
- Mario Segni, Il colpo di Stato del 1964, Rubbettino, 2021, ISBN 9788849865295[15].

## Nella cultura di massa
- 1992, regia di Giuseppe Gagliardi – Serie TV con Massimo Wertmüller nei panni di Mariotto Segni (2015).